# Parthenocisseae
Parthenocisseae je maleni biljni tribus u porodici lozovki raširen po jugu Azije i Sjevernoj Americi. Pripadaju mu dva roda s ukupno 14 ili 15 vrsta.

## Rodovi
1. Parthenocissus Planch., (12 spp.)
2. Yua C.L.Li, (2 spp.)